# Crise de l'eau en Guadeloupe

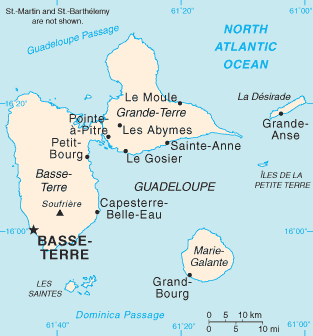
Carte de la Guadeloupe.

Une crise de l'eau perdure depuis des décennies en Guadeloupe. Un réseau de distribution vétuste, un manque d'entretien, de multiples opérateurs et un déséquilibre financier ont sinistré la distribution de l'eau de manière durable.

## Historique
L’eau distribuée par le réseau d’eau potable de Guadeloupe provient principalement de la Basse Terre, pour 70 % de prises d’eau en rivière et pour 20 % de captages de sources. Les 10 % restants proviennent de forages qui exploitent les eaux souterraines de la Grande Terre et de Marie-Galante.
Entre 1945 et le début des années 1990, l’État français organise et finance les grands travaux d’adduction, développe le réseau. Il crée également le principal acteur : le SIAEAG, le syndicat intercommunal de l’eau et de l’assainissement, celui-ci étant chargé de s’assurer de la collaboration des collectivités locales de la Côte au vent (la partie à l’Est de l’île, où se trouve l’eau) avec celles de Grande-Terre, davantage peuplée mais sans accès suffisant à la ressource. En 1997, Amélius Hernandez, soutenu par les formations autonomistes, est élu président du syndicat, à la tête duquel il demeure jusqu’à sa démission forcée en 2014.
L'accès à l’eau et l'assainissement sont problématiques du fait de la vétusté du réseau provoquant énormément de perte dans le système d'adduction. Depuis des années, les coupures d’eau se font récurrentes, imposant des « tours d'eau », principalement dans les communes de la Grande-Terre qui sont les plus touchées avec des conséquences pour les particuliers mais aussi les activités agricoles. En 2021, un quart de la population guadeloupéenne – soit près de 100 000 habitants - ne dispose plus d’un accès quotidien à l’eau potable.
D’après les statistiques de l’Office de l’eau (données de 2020), 61 % de la production d’eau potable est gâchée, soit près de 50 millions de mètres cubes d’eau par an, en raison de canalisations vétustes. D'autre part, 70 % des stations de traitement des eaux usées ne sont pas aux normes. Cet état « catastrophique » des stations d’épuration aurait pour conséquence que celles-ci rejettent « trop souvent » dans la nature ou en mer des eaux usées non traitées. De ce fait, de nombreuses plages ou rivières sont interdites à la baignade et la situation s’aggrave.
Selon le média en ligne Blast, le principal responsable de l’effondrement du système guadeloupéen de distribution des eaux est le SIAEAG, dont la gestion sur la période 2005/2011 a été qualifiée d’« abracadabrantesque » par la chambre régionale des comptes. Celle-ci cite notamment les dépenses cumulées de communication élevées à 6,9 millions d’euros, dont la moitié pour l’organisation des « fastueuses journées de l’eau ». Son ancien président de 1997 à 2014, Amélius Hernandez, a été condamné en novembre 2019 à trois ans de prison (dont deux avec sursis) et 150 000 euros d’amende pour « détournement de fonds et favoritisme ».
Le rapport de la commission d’enquête de l’Assemblée nationale rendu en juillet 2021 pointe du doigt la responsabilité des élus locaux « ayant sciemment organisé l’incapacité de leurs propres services à contrôler Veolia ou les autres acteurs privés à qui ils avaient délégué la production et la distribution de l’eau potable. » Pour Blast, « la corruption de certains et le clientélisme généralisé, sur lequel repose le système politique guadeloupéen », ont également constitué une combinaison permettant au plus grand nombre de profiter du système pendant des années. Le média en ligne met également en avant la passivité de l’État français durant des années avant de réagir à cette situation, les acteurs privés ayant profité de cet état de fait. Confrontée à l'apparition des problèmes, Veolia décide de quitter l’île en 2014.
En mars 2023, Emmanuel Macron s'engage à « débloquer 35 millions d’euros supplémentaires par an pour l’eau en outre-mer », en complément des 180 millions annuels prévus pour aider les collectivités locales à réparer les canalisations.
En octobre 2023, après l'ouragan Tammy, l'essentiel des usines de traitement de l'eau potable sont à l'arrêt, notamment celles de la Basse-Terre. Après le rétablissement du fonctionnement des usines le syndicat des eaux (SMGEAG) conseille de ne pas consommer l’eau du robinet avant la vérification de sa potabilité. Ces coupures d'eau potable sont fréquentes après de fortes pluies sur l'île et accentuent la crise de l'eau dans l'île,. Le député Olivier Serva demande au gouvernement des mesures d'urgence pour soulager la population comme c'est le cas avec la crise de l'eau à Mayotte, celles-ci sont refusées.
En mars 2024, à la suite d'« actes de malveillance selon la préfecture de Guadeloupe, près de 130 000 usagers sont privés d'eau. Douze communes sont concernées. Alors que les réparations doivent durer une dizaine de jours des écoles et des entreprises ont dû fermer.
En aout 2024, l'État a une nouvelle fois suspendu le versement de subventions de fonctionnement en raison de « défaillances » comptables et « d'un déficit structurel » du Syndicat mixte de gestion de l'eau et de l'assainissement de Guadeloupe (SMGEAG), selon un rapport du Conseil national de suivi (CNS) et confirmé par le préfet de la Guadeloupe Xavier Lefort en septembre. Le montant total est de 12 millions d'euros suspendus depuis 2023.
En février 2025, lors d'une nouvelle grève débutée en janvier, des sabotages sur les installations de production sont effectuées. Selon la préfecture un habitant sur deux est alors privé d'eau potable et ce dans 13 communes. Par ailleurs des mesures sont à l'étude par les ressources humaines (RH) pour déterminer le travail d’un effectif en surnombre au sein du SMGEAG. De plus, un plan de départ volontaire est annoncé pour la fin de l’année afin de limiter la masse salariale. Néanmoins, une privatisation de la distribution de l'eau est envisagée par certains à terme